# Phyllanthus caudatus
Phyllanthus caudatus är en emblikaväxtart som beskrevs av Johannes Müller Argoviensis. Phyllanthus caudatus ingår i släktet Phyllanthus och familjen emblikaväxter.

## Underarter
Arten delas in i följande underarter:
- P. c. caudatus
- P. c. pubescens